# Diplogrammus infulatus
Diplogrammus infulatus là một loài cá biển thuộc chi Diplogrammus trong họ Cá đàn lia. Loài này được mô tả lần đầu tiên vào năm 1963.

## Phân bố và môi trường sống

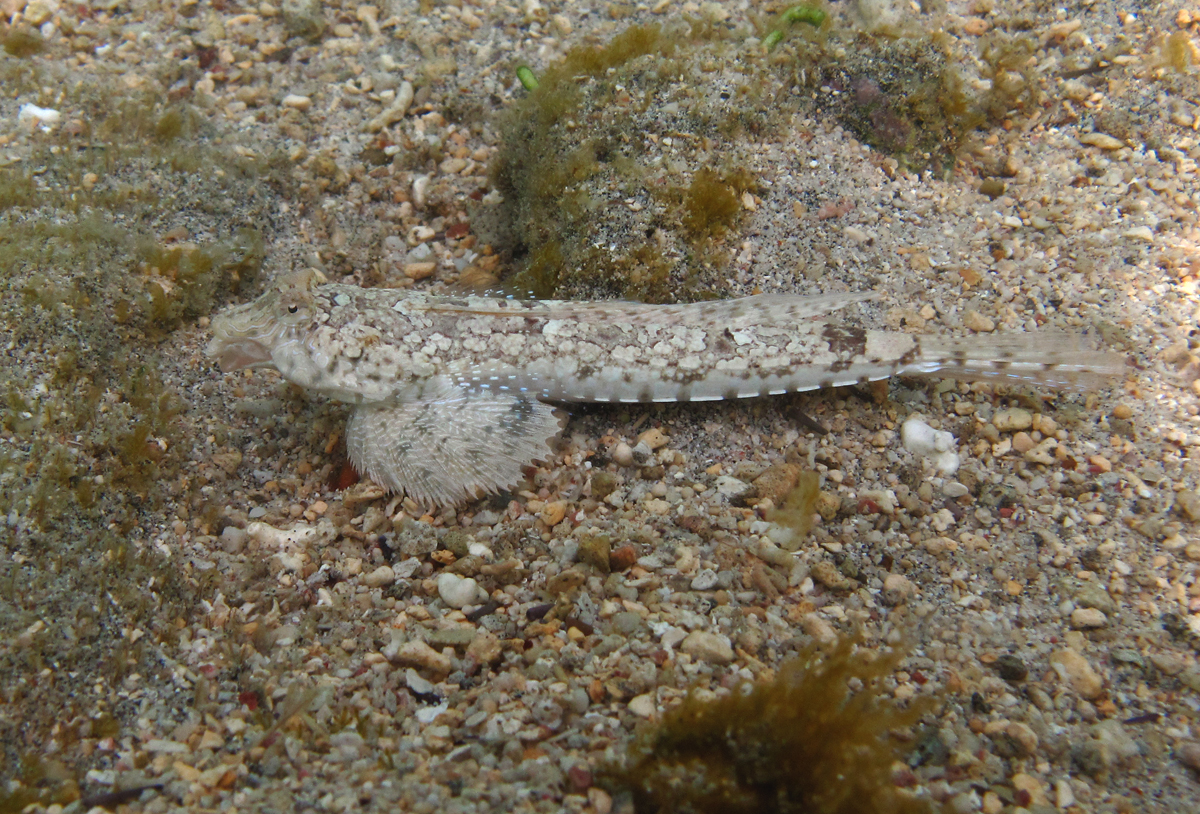
Một cá thể D. infulatus

D. infulatus có phạm vi phân bố ở Tây Ấn Độ Dương. Loài cá này được tìm thấy từ Biển Đỏ, dọc theo bờ biển Đông Phi trải dài đến vịnh Maputo (Mozambique). D. infulatus được ghi nhận thêm tại đảo Reunion vào năm 2016. Chúng sống trong các hồ thủy triều ở độ sâu khoảng 1 – 20 m.

## Mô tả
Chiều dài cơ thể tối đa được ghi nhận ở D. infulatus là 12 cm. Nửa thân trên của D. infulatus có màu vàng đậm với các đường vân màu xám bạc, lốm đốm các chấm màu sẫm. Hai bên lườn có các đốm màu xanh lam đậm. Cá cái có màu vàng da bò.
Số gai ở vây lưng: 4; Số tia vây mềm ở vây lưng: 8; Số gai ở vây hậu môn: 0; Số tia vây mềm ở vây hậu môn: 7; Số gai ở vây bụng: 1; Số tia vây mềm ở vây bụng: 5.